# Ciclismo ai Giochi della XXVIII Olimpiade - Corsa in linea maschile
La Corsa in linea maschile dei Giochi della XXVIII Olimpiade fu corsa il 14 agosto ad Atene, in Grecia, ed affrontò un percorso totale di 211,2 km. Fu vinta dall'italiano Paolo Bettini, che terminò la gara in 5.41'44".
Alla gara presero parte 144 atleti, di cui 75 giunsero al traguardo.

## Ordine d'arrivo
Nota: DNF ritirato, DNS non partito, DSQ squalificato.
| Pos. | Corridore           | Squadra        | Tempo    |
| ---- | ------------------- | -------------- | -------- |
| 1    | Paolo Bettini       | Italia         | 5h41'44" |
| 2    | Sérgio Paulinho     | Portogallo     | a 1"     |
| 3    | Axel Merckx         | Belgio         | a 8"     |
| 4    | Erik Zabel          | Germania       | a 12"    |
| 5    | Andrej Hauptman     | Slovenia       | s.t.     |
| 6    | Kim Kirchen         | Lussemburgo    | s.t.     |
| 7    | Roger Hammond       | Gran Bretagna  | s.t.     |
| 8    | Frank Høj           | Danimarca      | s.t.     |
| 9    | Kurt Asle Arvesen   | Norvegia       | s.t.     |
| 10   | Aleksandr Kolobnev  | Russia         | s.t.     |
| 11   | Robbie McEwen       | Australia      | s.t.     |
| 12   | Markus Zberg        | Svizzera       | s.t.     |
| 13   | Ciarán Power        | Irlanda        | s.t.     |
| 14   | Marcus Ljungqvist   | Svezia         | s.t.     |
| 15   | Julian Dean         | Nuova Zelanda  | s.t.     |
| 16   | Fränk Schleck       | Lussemburgo    | s.t.     |
| 17   | Max van Heeswijk    | Paesi Bassi    | s.t.     |
| 18   | Tyler Hamilton      | Stati Uniti    | s.t.     |
| 19   | Jan Ullrich         | Germania       | s.t.     |
| 20   | Thomas Voeckler     | Francia        | s.t.     |
| 21   | Serhij Hončar       | Ucraina        | s.t.     |
| 22   | Georg Totschnig     | Austria        | s.t.     |
| 23   | Kyrylo Pospjejev    | Ucraina        | s.t.     |
| 24   | George Hincapie     | Stati Uniti    | s.t.     |
| 25   | Bo Hamburger        | Danimarca      | s.t.     |
| 26   | Tadej Valjavec      | Slovenia       | s.t.     |
| 27   | Nuno Ribeiro        | Portogallo     | s.t.     |
| 28   | Bobby Julich        | Stati Uniti    | s.t.     |
| 29   | Martin Elmiger      | Svizzera       | s.t.     |
| 30   | Gerhard Trampusch   | Austria        | s.t.     |
| 31   | Santiago Botero     | Colombia       | s.t.     |
| DSQ  | Michael Barry       | Canada         | s.t.     |
| 33   | Stuart O'Grady      | Australia      | s.t.     |
| 34   | Unai Etxebarria     | Venezuela      | s.t.     |
| 35   | Aleksandr Vinokurov | Kazakistan     | s.t.     |
| 36   | Luis Laverde        | Colombia       | s.t.     |
| 37   | Evgenij Petrov      | Russia         | s.t.     |
| 38   | Daniele Nardello    | Italia         | a 19"    |
| 39   | Luca Paolini        | Italia         | s.t.     |
| 40   | Peter Van Petegem   | Belgio         | s.t.     |
| 41   | Erik Dekker         | Paesi Bassi    | a 45"    |
| 42   | Romāns Vainšteins   | Lettonia       | a 1'19"  |
| 43   | Gorazd Štangelj     | Slovenia       | a 1'36"  |
| 44   | Laurent Brochard    | Francia        | a 2'29"  |
| 45   | Benoît Joachim      | Lussemburgo    | s.t.     |
| 46   | Cristian Moreni     | Italia         | s.t.     |
| 47   | Alejandro Valverde  | Spagna         | s.t.     |
| 48   | Richard Virenque    | Francia        | s.t.     |
| 49   | Philippe Gilbert    | Belgio         | s.t.     |
| 50   | Uroš Murn           | Slovenia       | s.t.     |
| 51   | Gerrit Glomser      | Austria        | a 3'37"  |
| 52   | Karsten Kroon       | Paesi Bassi    | a 5'29"  |
| 53   | Sergej Jakovlev     | Kazakistan     | a 7'04"  |
| 54   | Ruslan Ivanov       | Moldavia       | a 8'51"  |
| 55   | Lars Michaelsen     | Danimarca      | s.t.     |
| 56   | Tomasz Brożyna      | Polonia        | s.t.     |
| 57   | Yasutaka Tashiro    | Giappone       | s.t.     |
| 58   | René Andrle         | Rep. Ceca      | s.t.     |
| 59   | Sergej Lagutin      | Uzbekistan     | s.t.     |
| 60   | Nicki Sørensen      | Danimarca      | s.t.     |
| 61   | Janek Tombak        | Estonia        | s.t.     |
| 62   | Murilo Fischer      | Brasile        | s.t.     |
| 63   | Ján Svorada         | Rep. Ceca      | s.t.     |
| 64   | Jens Voigt          | Germania       | s.t.     |
| 65   | Ondřej Sosenka      | Rep. Ceca      | s.t.     |
| 66   | Igor Pugaci         | Moldavia       | s.t.     |
| 67   | Filippo Pozzato     | Italia         | s.t.     |
| 68   | Jaroslav Popovyč    | Ucraina        | s.t.     |
| 69   | Ryan Cox            | Sudafrica      | s.t.     |
| 70   | Andrej Kašečkin     | Kazakistan     | s.t.     |
| 71   | Martin Riška        | Slovacchia     | a 9'44"  |
| 72   | Gustav Larsson      | Svezia         | s.t.     |
| 73   | Andrej Mizurov      | Kazakistan     | s.t.     |
| 74   | László Bodrogi      | Ungheria       | a 15'01" |
| 75   | Dawid Krupa         | Polonia        | a 18'41" |
| DNF  | Levi Leipheimer     | Stati Uniti    | -        |
| DNF  | Gonçalo Amorim      | Portogallo     | -        |
| DNF  | Óscar Freire        | Spagna         | -        |
| DNF  | Igor G. de Galdeano | Spagna         | -        |
| DNF  | Sylvain Chavanel    | Francia        | -        |
| DNF  | Michael Rasmussen   | Danimarca      | -        |
| DNF  | Charles Wegelius    | Gran Bretagna  | -        |
| DNF  | Thomas Löfkvist     | Svezia         | -        |
| DNF  | Erki Pütsep         | Estonia        | -        |
| DNF  | Jeremy Yates        | Nuova Zelanda  | -        |
| DNF  | Andris Naudužs      | Lettonia       | -        |
| DNF  | Mark Scanlon        | Irlanda        | -        |
| DNF  | Matej Jurčo         | Slovacchia     | -        |
| DNF  | Vjačeslav Ekimov    | Russia         | -        |
| DNF  | Gordon Fraser       | Canada         | -        |
| DNF  | Christophe Moreau   | Francia        | -        |
| DNF  | Sławomir Kohut      | Polonia        | -        |
| DNF  | Amir Zargari        | Iran           | -        |
| DNF  | José Iván Gutiérrez | Spagna         | -        |
| DNF  | Wim Vansevenant     | Belgio         | -        |
| DNF  | Marc Wauters        | Belgio         | -        |
| DNF  | Michael Rogers      | Australia      | -        |
| DNF  | Fabian Cancellara   | Svizzera       | -        |
| DNF  | Grégory Rast        | Svizzera       | -        |
| DNF  | Servais Knaven      | Paesi Bassi    | -        |
| DNF  | Víctor Hugo Peña    | Colombia       | -        |
| DNF  | Morten Hegreberg    | Norvegia       | -        |
| DNF  | Tiaan Kannemeyer    | Sudafrica      | -        |
| DNF  | José Chacón         | Venezuela      | -        |
| DNF  | Dmitar Gospodinov   | Bulgaria       | -        |
| DNF  | Eugen Wacker        | Kirghizistan   | -        |
| DNF  | Andreas Klöden      | Germania       | -        |
| DNF  | Michael Rich        | Germania       | -        |
| DNF  | Jason McCartney     | Stati Uniti    | -        |
| DNF  | Baden Cooke         | Australia      | -        |
| DNF  | Matthew White       | Australia      | -        |
| DNF  | Rubens Bertogliati  | Svizzera       | -        |
| DNF  | Denis Men'šov       | Russia         | -        |
| DNF  | Volodymyr Duma      | Ucraina        | -        |
| DNF  | Jurij Krivcov       | Ucraina        | -        |
| DNF  | Radosław Romanik    | Polonia        | -        |
| DNF  | Sylwester Szmyd     | Polonia        | -        |
| DNF  | Julian Winn         | Gran Bretagna  | -        |
| DNF  | Maksim Iglinskij    | Kazakistan     | -        |
| DNF  | Bernhard Eisel      | Austria        | -        |
| DNF  | Cândido Barbosa     | Portogallo     | -        |
| DNF  | Magnus Bäckstedt    | Svezia         | -        |
| DNF  | Andrus Aug          | Estonia        | -        |
| DNF  | Thor Hushovd        | Norvegia       | -        |
| DNF  | Mads Kaggestad      | Norvegia       | -        |
| DNF  | Heath Blackgrove    | Nuova Zelanda  | -        |
| DNF  | Robin Reid          | Nuova Zelanda  | -        |
| DNF  | Márcio May          | Brasile        | -        |
| DNF  | Eric Wohlberg       | Canada         | -        |
| DNF  | Aljaksandr Usaŭ     | Bielorussia    | -        |
| DNF  | Marcelo Arriagada   | Cile           | -        |
| DNF  | Wong Kam Po         | Hong Kong      | -        |
| DNF  | Ivan Stević         | Serbia & Mont. | -        |
| DNF  | Michal Hrazdíra     | Rep. Ceca      | -        |
| DNF  | Robert Hunter       | Sudafrica      | -        |
| DNF  | Shinri Suzuki       | Giappone       | -        |
| DNF  | Abbas Saeidi Tanha  | Iran           | -        |
| DNF  | Jaan Kirsipuu       | Estonia        | -        |
| DNF  | Luciano Pagliarini  | Brasile        | -        |
| DNF  | Stuart Dangerfield  | Gran Bretagna  | -        |
| DNF  | Vladimir Karpec     | Russia         | -        |
| DNF  | Igor Astarloa       | Spagna         | -        |
| DNF  | Michael Boogerd     | Paesi Bassi    | -        |
| DNF  | Marlon Pérez        | Colombia       | -        |